# Stenotarsus peguensis
Stenotarsus peguensis es una especie de coleóptero de la familia Endomychidae.

## Distribución geográfica
Habita en Tenasserim, Birmania y Okinawa.